# Тен-Слип (Вайоминг)
Тен-Слип (англ. Ten Sleep) — город, расположенный в округе Уошаки (штат Вайоминг, США) с населением в 304 человека по статистическим данным переписи 2000 года.
Город находится на плато Бигхорн в западной части горной гряды Бигхорн на расстоянии около 42 километров к востоку от города Уэрленд и в 95 километрах к западу от Баффало.

## История
Местечко Тен-Слип исторически использовалось индейскими племенами в качестве остановки для отдыха, поскольку находилось примерно в десяти днях пути от Форт-Ларами (на юго-восток), территории Йеллоустонского национального заповедника (запад-северо-запад) и индейских поселений в притоке реки Стилуотер в штате Монтана. На всей площади Тен-Слип сохранились многочисленные археологические памятники с множеством предметов охоты и быта американских индейцев, таких, как наскальные рисунки, пиктограммы, петроглифы, стрелы, наконечники стрел и пр.
Территория Тен-Слип также известна, как одно из последних мест войны между скотовладельцами и западными овцеводами. Именно здесь в марте 1909 года отряды первых устроили кровавую резню, напав на пастухов овец и их стада, убив при этом трёх человек и угнав сотни овец.

## География
По данным Бюро переписи населения США город Тен-Слип имеет общую площадь в 0,52 квадратных километров, водных ресурсов в черте населённого пункта не имеется. Средняя температура июля составляет 20,8 °С со средним максимумом 30,9 °С, средняя температура января — −9 °С со средним минимумом −18,4 °С.
Город Тен-Слип расположен на высоте 1349 метров над уровнем моря.

## Палеонтология
Территория города Тен-Слип и его окрестности богаты изобилуют палеонтологическими находками в виде костей ископаемых динозавров, растений и остатков древнейших представителей морской флоры и фауны. Одна из областей Тен-Слип под названием «Биг-Сидар-Фоссил-Ридж» официально открыта для археологических раскопок для всех желающих.

## Демография

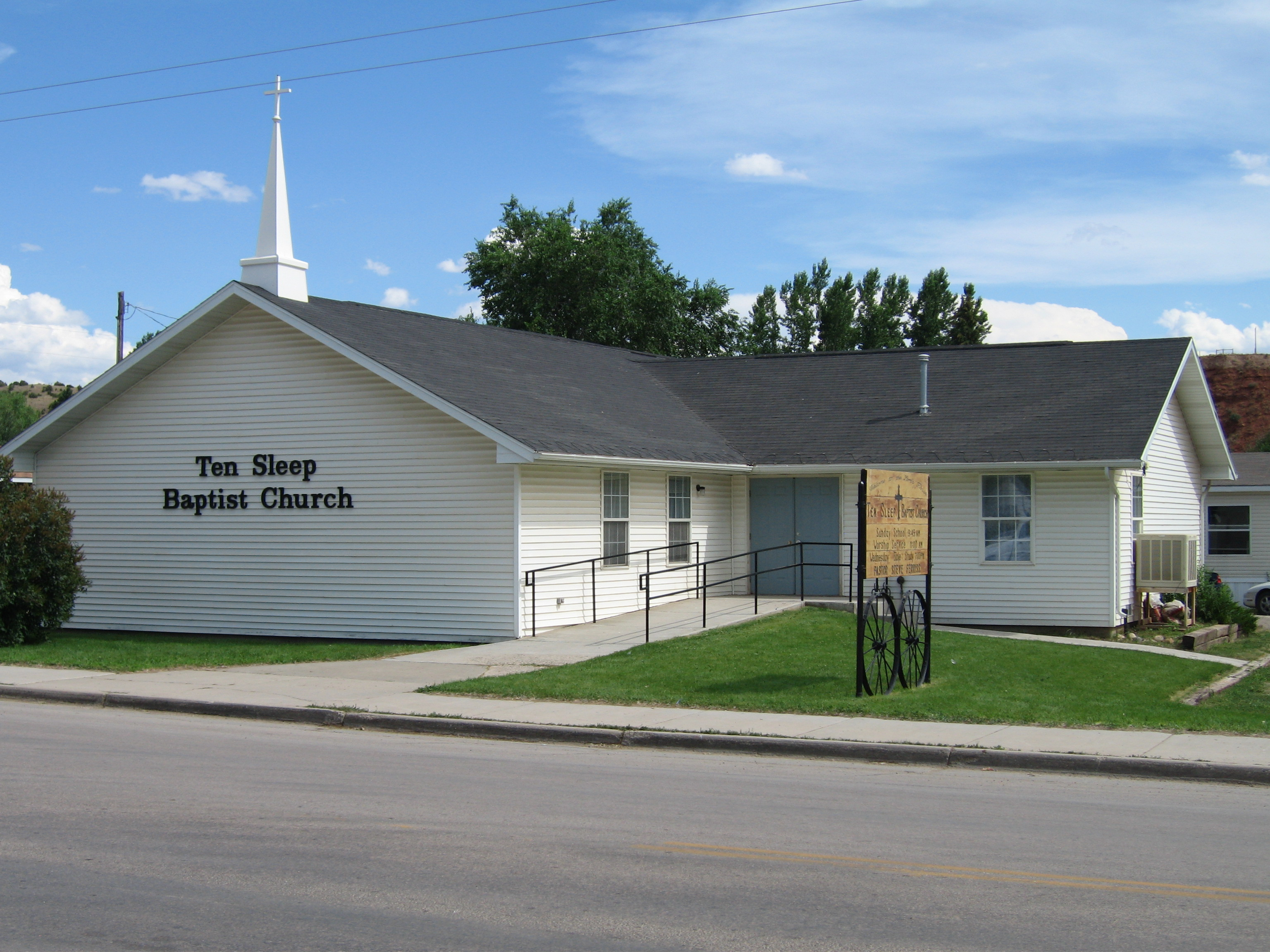
Баптистская церковь в городе Тен-Слип

По данным переписи населения 2000 года в Тен-Слип проживало 304 человека, 83 семьи, насчитывалось 142 домашних хозяйств и 158 жилых домов. Средняя плотность населения составляла около 691 человека на один квадратный километр. Расовый состав Тен-Слип по данным переписи распределился следующим образом: 99,01 % белых, 0,66 % — коренных американцев, 0,33 % — других народностей. Испаноговорящие составили 0,66 % от всех жителей города.
Из 142 домашних хозяйств в 20,4 % — воспитывали детей в возрасте до 18 лет, 47,2 % представляли собой совместно проживающие супружеские пары, в 6,3 % семей женщины проживали без мужей, 41,5 % не имели семей. 38,7 % от общего числа семей на момент переписи жили самостоятельно, при этом 16,2 % составили одинокие пожилые люди в возрасте 65 лет и старше. Средний размер домашнего хозяйства составил 2,14 человек, а средний размер семьи — 2,90 человек.
Население города по возрастному диапазону по данным переписи 2000 года распределилось следующим образом: 22,0 % — жители младше 18 лет, 2,3 % — между 18 и 24 годами, 19,4 % — от 25 до 44 лет, 33,2 % — от 45 до 64 лет и 23,0 % — в возрасте 65 лет и старше. Средний возраст жителей составил 48 лет. На каждые 100 женщин в Тен-Слип приходилось 97,4 мужчин, при этом на каждые сто женщин 18 лет и старше приходилось 106,1 мужчин также старше 18 лет.
Средний доход на одно домашнее хозяйство в городе составил 24 250 долларов США, а средний доход на одну семью — 30 357 долларов. При этом мужчины имели средний доход в 28 125 долларов США в год против 16 250 долларов среднегодового дохода у женщин. Доход на душу населения в городе составил 15 761 доллар в год. 2,8 % от всего числа семей в округе и 7,0 % от всей численности населения находилось на момент переписи населения за чертой бедности, при этом 3,3 % из них были моложе 18 лет и 5,8 % — в возрасте 65 лет и старше.